# Компрадор
Компрадор је "Особа која делује као агент страних организација које се баве улагањима, трговином или економском или политичком експлоатацијом". 
Пример компрадора би био домаћи менаџер за европску пословну кућу у источној и југоисточној Азији и шире, друштвене групе које играју углавном сличне улоге у другим деловима света.

## Име и историја
Термин компрадор, је португалског порекла, која значи купац, потиче од латинске comparare, што значи да набавите. Оригинална употреба ове речи у источној Азији значила: слуга у европским домовима у Гуангџоу , на југу Кине или суседној португалској колонији у Макау , који је ишао на тржиште, да преговара у име свог послодаваца о његовим производима. Термин је тада развијен као подразумевајући домаће добављаче уговора који су радили за стране компаније у источној Азији или локални менаџери фирми у источној Азији. Компрадори су имали важне позиције у јужној Кини купујући и продају чаја, свиле, памука и предива за стране корпорације и рад у банкама у иностранству. 
За Роберт Хотунга, компрадор с’краја деветнаестог века британског трговачког конгломерата Жардин, Матесон и Компанија верује се да је био најбогатији човек у Хонг Конгу до 35 година.

У марксизму, термин компрадорска буржоазија касније се примењивао на сличну трговачку класу у регионима изван источне Азије.
Са појавом (или поновним појавом) глобализације, израз компрадор је поново укључио лексикон да означава трговачке групе и класе у земљама у развоју у подређеним, међусобно повољним односима са метрополитанским капиталом. Египатски марксист Самир Амин расправљао је о улози компрадора у савременој глобалној економији у свом недавном раду.  Осим тога, индијски економиста Асхок Митра оптужио је власнике и руководиоце фирми које су везане за индијску софтверску индустрију да буду компрадори. 
 Растућа идентификација софтверске индустрије у Индији с компрадорским "квалитетима" довела је до означавања одређених особа повезаних с индустријом као "дот.компрадори" (dot.compradors).

## Познати компрадорови

### Кина
- Jiaao Џанг(Шангај)
- Тонг Кинг-Синг(Гуангдонг)
- Хо Тунг(Хонг Конг)
- НГ крила пун лажи, али надимак НГ пинг-УН надимак стерео (Хонг конг)

### Бангладеш
- Latifur Рахман